# Orange Range
Az Orange Range egy japán együttes. 2002-ben szerződtek le Japánban a Sony-val és azóta ők a Sony egyik legsikeresebb együttese.

## Tagok
Jelenleg
- Hiroyama Naoto – gitár (1983. május 8-án született)
- Miyamori Ryo – mély hang (1985. október 1-jén született)
- Ganeko Yamato – magas hang (1984. január 14-én született)
- Miyamori Yoh – basszusgitár (1983. december 11-én született)
- Hokama Hiroki – közepes hangok (1983. június 29-én született)

Korábban
- Kitao Kazuhito "Katchan" – dobok (1983. június 19-én született)

## Diszkográfia

### Kislemezek
- 2002. augusztus 25.: Michishirube (ミチシルベ)
- 2003. június 4.: Kirikirimai (キリキリマイ)
- 2003. július 16.: Shanghai Honey (上海ハニー)
- 2003. október 22.: Viva★Rock (ビバ★ロック) – Felhasználták a Naruto című anime 3. záródalaként
- 2003. november 27.: Rakuyou (落陽)
- 2004. február 25.: Michishirube ~a road home~ (ミチシルベ ~a road home~) – Felhasználták a Fire Boys ~Megumi no Daigo~ című dráma záródalaként
- 2004. június 9.: Locolotion (ロコローション)
- 2004. augusztus 25.: Chest (チェスト)
- 2004. október 20.: Hana (花) – Felhasználták az "Ima, Ai ni Yukimasu" című filmben
- 2005. február 23.: *~Asterisk~ (＊〜アスタリスク〜) – Felhasználták a "Bleach" című anime első nyitódalaként
- 2005. május 25.: Love Parade (ラヴ・パレード) – Főcímdalként felhasználták a "Densha Otoko" filmváltozatában
- 2005. június 8.: Onegai! Senorita (お願い！セニョリータ) – Felhasználták a MATCH üdítőital reklámjának zenéjeként
- 2005. augusztus 24.: Kizuna (キズナ) – Felhasználták az "Ima, Ai ni Yukimasu" című drámában
- 2006. május 10.: Champione c/w Walk on (チャンピオーネ) – A Champione-t a 2006-os labdarúgó világbajnokság zenéjeként, míg a Walk on-t a "Check it out yo!" betétdalaként használták fel.
- 2006. augusztus 30.: UN ROCK STAR – Felhasználták a HONDA VRC reklámban
- 2006. október 25.: SAYONARA – Felhasználták a "Teppan Shoujo Akane!!" című dráma főcímdalaként
- 2007. április 25.: Ika SUMMER (イカSUMMER) – Felhasználták a Kanebo kozmatikai cég ALLIE reklámjában
- 2007. július 18.: Ikenai Taiyou (イケナイ太陽) - Felhasználták a Hanazakari no Kimitachi e főcímdalaként
- 2008. március 5.: Kimi station (君station)
- 2008. május 28.: O2 (02~オー･ツー~)
- 2009. november 12.: Oshare Banchou feat.Soy Sauce (おしゃれ番長 feat.ソイソース)
- 2009. július 8.: Hitomi no Saki ni (瞳の先に)

### Albumok
- 2002. február 22.: Orange Ball (Mini Album)
- 2003. december 17.: 1st Contact
- 2004. december 1.: MusiQ
- 2005. október 12.: Natural
- 2006. április 12.: Squeezed (Remix Album)
- 2006. december 6.: Orange Range
- 2007. július 25.: ORANGE (Best Album)
- 2007. július 25.: RANGE (Best Album)
- 2008. július 9.: Panic Fancy
- 2009. augusztus 5.: World World World

### DVD
- Video La Contact (ヴィデヲ・ラ・コンタクト) (2004. július 28-án adták ki)
- Video De Recital (ヴィデヲ・DE・リサイタル) (2005. április 27-én adták ki)
- LIVE musiQ – from Live Tour 005 "musiQ" at Makuhari Messe (2005. december 21-én adták ki)
- LIVE NATURAL – from Live Tour 005 "NATURAL" at Yokohama Arena (2006. szeptember 20-án adták ki)